# Альфред Данкан
Альфред Данкан (англ. Alfred Duncan, нар. 10 березня 1993, Аккра) — ганський футболіст, півзахисник італійської «Фіорентини» і національної збірної Гани.

## Клубна кар'єра
Народився 10 березня 1993 року в місті Аккра. 2010 року був запрошений до академії міланського «Інтернаціонале». Дорослу футбольну кар'єру розпочав 2012 року в основній команді того ж клубу, в якій протягом другої половини 2012 року взяв участь у трьох матчах чемпіонату. 
На початку 2013 року був відданий в оренду до друголігового «Ліворно». Допоміг команді підвищитися в класі і сезон 2013/14 провів у складі комани вже в Серії A.
Влітку 2014 року «Інтер» віддав ганця в оренду до «Сампдорії», а за півроку погодив його перехід за 3 мільйони євро до цього клубу на правах повноцінного контракту.
А вже влітку 2015 року грвець знову змінив клубу, перейшовши на умовах оренди з подальшим обов'язковим викупом до «Сассуоло». У складі цієї команди за наступні 4,5 сезони взяв участь у 119 матчах Серії A.
31 січня 2020 року приєднався до «Фіорентини». Гравцем основного складу флорентійської команди не став, а першу половину 2021 року провів в оренді в «Кальярі», де мав постійну ігрову практику.

## Виступи за збірні
2013 року залучався до складу молодіжної збірної Гани. На молодіжному рівні зіграв у 4 офіційних матчах.
2012 року дебютував в офіційних матчах у складі національної збірної Гани.
| Дата       | Місто      | Господарі         | Результат | Гості      | Турнір                                  | Голи | Примітки |
| ---------- | ---------- | ----------------- | --------- | ---------- | --------------------------------------- | ---- | -------- |
| 14-11-2012 | Лісабон    | Кабо-Верде        | 0 – 1     | Гана       | товариський матч                        | -    |          |
| 27-3-2016  | Мапуту     | Мозамбік          | 0 – 0     | Гана       | Відбір до Кубка африканських націй 2017 | -    |          |
| 3-9-2016   | Мапуту     | Гана              | 0 – 0     | Руанда     | Відбір до Кубка африканських націй 2017 | -    |          |
| 6-9-2016   | Москва     | Росія             | 1 – 0     | Гана       | товариський матч                        | -    | 79'      |
| 5-9-2017   | Браззавіль | Республіка Конго  | 1 – 5     | Гана       | Відбір до ЧС 2018                       | -    | 56'      |
| 7-10-2017  | Кампала    | Уганда            | 0 – 0     | Гана       | Відбір до ЧС 2018                       | -    | 56'      |
| 10-10-2017 | Джидда     | Саудівська Аравія | 0 – 3     | Гана       | товариський матч                        | -    | 46'      |
| 23-3-2019  | Аккра      | Гана              | 1 – 0     | Кенія      | Відбір до Кубка африканських націй 2019 | -    | 87'      |
| 26-3-2019  | Аккра      | Гана              | 3 – 1     | Мавританія | товариський матч                        | -    | 66'      |
| 14-11-2019 | Кейп-Кост  | Гана              | 2 – 0     | ПАР        | Відбір до Кубка африканських націй 2021 | -    | 62'      |
| Усього     |            | Матчів            | 10        |            | Голів                                   | 0    |          |